# Шапел Сент Ирсен
Шапел Сент Ирсен (фр. Chapelle-Saint-Ursin) насеље је и општина у централној Француској у региону Центар (регион), у департману Шер која припада префектури Бурж.
По подацима из 2011. године у општини је живело 3246 становника, а густина насељености је износила 414,56 становника/km². Општина се простире на површини од 7,83 km². Налази се на средњој надморској висини од 150 метара (максималној 159 m, а минималној 128 m).

## Демографија
| 1962. | 1968. | 1975. | 1982. | 1990. | 1999. | 2011. |
| ----- | ----- | ----- | ----- | ----- | ----- | ----- |
| 859   | 1.326 | 1.953 | 2.430 | 2.890 | 3.193 | 3.246 |

График промене броја становника у току последњих година